# Eupithecia gomerensis
Eupithecia gomerensis är en fjärilsart som beskrevs av Hans Rebel 1917. Eupithecia gomerensis ingår i släktet Eupithecia och familjen mätare. Inga underarter finns listade i Catalogue of Life.